# アンリ・ミショー
アンリ・ミショー（Henri Michaux, 1899年5月24日 - 1984年10月19日）は、ベルギー生まれのフランスの詩人・画家。特異なイメージや内面的風景をそなえた詩によって、またアンフォルメルの先駆けとなった絵によって、20世紀の文学と美術において独自の地位を占めた。長らくブランショやピンチョンと同様の「顔のない作家」だったが、晩年にはブラッサイらによるポートレイトも公開されている。

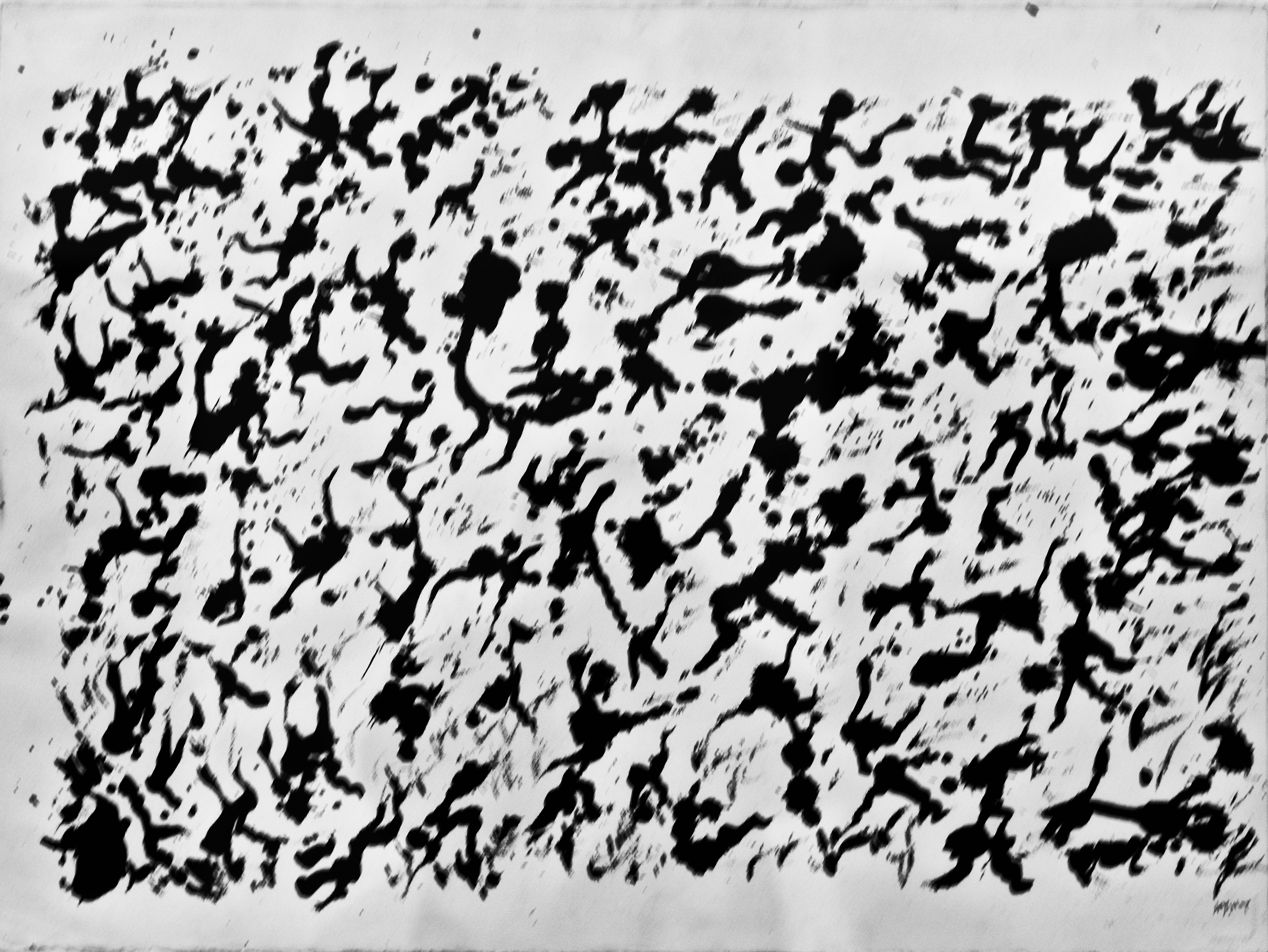
「Untitled (無題)」(1959)

## 生涯
1899年、ベルギー・ナミュールの裕福な家庭に生まれる。1906年から1910年までカンピーヌ地方の小都市ピュット・グラゼードの寄宿舎で幼少期を過ごす。後年この時期を惨めで辛い経験だったと振り返っている。1911年から1914年までイエズス会の私学校で学ぶ。1920年には水夫となり翌年にかけて世界中を旅した。
ベルギーに帰国後、ロートレアモン伯爵らから刺激を受けて本格的に文学に取り組み始め、作品を発表するようになる。1923年に詩集『起源の寓話』、『夢と脚』を刊行。1924年にはパリに移り、ジャン・ポーランやジュール・シュペルヴィエルらと親交を結んだ。またアンドレ・ブルトンをはじめとするシュルレアリストたちとも知り合ったが、作風において親近性があったにもかかわらず、ミショーはシュルレアリスムには関与しなかった。このことについてオースターは、「ミショーはある意味でいかなるフランス詩人よりもシュルレアリストだといえるが、運動自体にはまったくかかわっていない」と述べている。
この頃のミショーは文学には取り組んでいたが、絵画に対しては「忌まわしい現実の反復」だとして嫌悪の念を抱いていた。しかし1925年にクレーやエルンストらの作品に触れたことで対象の再現にとどまらない絵画の可能性に目覚め、絵の制作にも創作意欲を向けるようになる。詩を書くことと絵を描くことの、「どちらも創作において重要な位置」を占めるようになったミショーは、のちにその違いを表現して、書かれた文字は「すべてがあとから、あとからやってくるもの」であり、デッサンは「生まれたばかりのもの、生まれつつある状態、無心と驚きの状態にあるもの」だと述べている。
1929年、詩を含んだ旅行記『エクアドル』と詩集『わが領土』を刊行するなど、精力的に文学に取り組む。既にこの頃には独自の作風を確立し、以降も詩と散文のあいだを漂いながらミショー特有のイメージ、特異な光景、独特の思索や心情の発露、架空の国を舞台にした内面的世界の展開といった点で特徴付けられる作品を創り続けていくことになる。彼は1930年から1931年にかけて日本、中国、インドを旅して、著書『アジアの野蛮人』（バーバリアン・イン・エイジア）を発表した

また絵画の制作も1937年から本格化し、同年にはパリのプレイヤード画廊で初の個展を開いた。絵画においては一貫して不定形なフォルムや絵の持つ動きが追求され、そのような描画の中にしばしば人の姿や顔のようなものが立ち現れている（ミショーの絵をポロックよりも優れていると評したフランシス・ベーコンはミショーの描いた人の姿を「人間のイメージを作りかえる手段」だとしている）。その不確かなフォルムはアンフォルメルの先駆けであると共に代表作の一つともなっており、ミショーはアンフォルメルの代表的画家の一人であるジャン・デュビュッフェの作風に惹かれて親交を結び、互いに刺激を与えあった。
詩と絵画双方における独創性によって一部では高い評価を受けていたミショーは、1941年にジッドが刊行した『アンリ・ミショーを発見しよう』によって広く知られるようになる。第二次大戦後もミショーは創作の探求を推し進め、また絵画論を刊行するなど、その独特の個性を示し続けた。1954年からはポーランに勧められてメスカリンをはじめとする幻覚剤の効用を試し、その効果のもとで詩や絵の創作に取り組む実験を行っている。その創作意欲は最晩年に至るまで衰えることが無かった。1984年、パリで死去。
没後、レイモン・ベルールとYsé Tran（イセ・トラン）によって、三巻にわたるプレイヤード版『ミショー全集』が編纂された。（1998 - 2004年）

## 作品
- 『試練・悪魔祓い』（小島俊明訳、思潮社） 1964
- 『パサージュ - アンリ・ミショー芸術論集』（小島俊明訳、思潮社、現代の芸術双書12） 1965、のち改訂版『ミショー芸術論集』 1975
- 『アンリ・ミショー詩集』（小島俊明訳編、思潮社、現代の芸術双書） 1968
- 『みじめな奇蹟』（小海永二訳、国文社） 1969
- 『アジアにおける一野蛮人』（飯島耕一訳、筑摩書房） 1970、のち改訂（小海永二訳、弥生書房） 1983
- 『幻想旅行記 - グランド・ガラバーニューの旅』（Voyage en Grande Garabagne、小海永二訳、青土社） 1972
- 『わが領土』（小海永二訳、花曜社） 1974
- 『アンリ・ミショー詩集』（青土社、世界現代詩文庫2） 1975
- 『魔法の国にて』（小海永二訳、青土社） 1976
- 『精神の大試煉』（渡辺広士訳、審美社、審美叢書11） 1976
- 『遠き内部』（小海永二訳、サンリオ） 1977
- 『アンリ・ミショー全集1（全詩集・戯曲）』（小海永二訳、青戸社） 1978
- 『アンリ・ミショー全集2（幻想旅行記・紀行）』（小海永二訳、青戸社） 1978
- 『アンリ・ミショー全集3（メスカリンの記録・芸術論）』（小海永二訳、青戸社） 1978
- 『荒れ騒ぐ無限』（小海永二訳、青土社） 1980
- 『閂に向きあって』（小海永二訳、青土社） 1980
- 『噴出するもの・湧出するもの - アンリ・ミショー画文集』（小海永二訳、土曜美術社） 1989
- 『アンリ・ミショー画集』（鶴岡善久編、アンリ・ミショー美術館[7]） 1988
- 『小海永二 翻訳選集1（アンリ・ミショー集I）』（丸善） 2008
「わが領土」 (Mes propriétés)
「夜動く」 (La nuit remue)
「遠き内部」 (Lointain Intérieur)
「プリュームという男」 (Un certain Plume)
「試練・悪魔祓い」 (Épreuves, Exorcismes)
「魔法の国にて」 (Au pays de la Magie)
「閂に向きあって」 (Face aux verrous)
- 『小海永二 翻訳選集2（アンリ・ミショー集II）』（丸善） 2008
「みじめな奇蹟」 (Misérable Miracle)
「荒れ騒ぐ無限」 (L'Infini turbulent)
「砕け散るものの中の平和」 (Paix dans les brisements)
「アンリ・ミショー詩集」
「アジアにおける一野蛮人」 (Un barbare en Asie)